# Distrito de Pezinok
El distrito de Pezinok (en eslovaco Okres Pezinok) es una unidad administrativa (okres) de Eslovaquia Occidental, situado en la región de Bratislava, con 54 164 habitantes (en 2001) y una superficie de 375,53 km². 
Al nordeste limita con el distrito de Trnava, en la región de Trnava, sl sudeste con el distrito de Senec, al suroeste con el distrito de Bratislava III así como al noroeste con el distrito de Malacky.

## Demografía
| Año        | 1994   | 2004    | 2014    | 2024     |
| ---------- | ------ | ------- | ------- | -------- |
| Población  | 53 171 | 55 390  | 60 445  | 70 063   |
| Diferencia |        | +4,17 % | +9,12 % | +15,91 % |

| Año        | 2023   | 2024    |
| ---------- | ------ | ------- |
| Población  | 69 953 | 70 063  |
| Diferencia |        | +0,15 % |

## Ciudades (población año 2017)
- Modra 8976
- Pezinok (capital) 22 861
- Svätý Jur 5655

## Municipios
- Báhoň 1840
- Budmerice 2402
- Častá 2247
- Doľany 1076
- Dubová 1093
- Jablonec 1026
- Limbach 2092
- Píla 343
- Šenkvice 4910
- Slovenský Grob 3619
- Štefanová 332
- Viničné 2473
- Vinosady 1369
- Vištuk 1324